# Ziabrauka (sielsowiet Prybytki)
Ziabrauka (biał. Зябраўка; ros. Зябровка, Ziabrowka; pol. hist. Ziabrówka) – osiedle na Białorusi, w obwodzie homelskim, w rejonie homelskim, w sielsowiecie Prybytki.

## Transport
W pobliżu zlokalizowana jest powstała w czasach carskich stacja kolejowa Ziabrauka, położona na linii Bachmacz – Homel. 
Nieopodal wsi położone jest lotnisko wojskowe Ziabrauka, na którym w latach 1952–1994 stacjonował 290. Samodzielny Pułk Lotnictwa Rozpoznania Dalekiego Zasięgu Lotnictwa Dalekiego Zasięgu Sowieckich Sił Powietrznych. W późniejszym okresie było zamknięte. W lipcu 2022 Ukraina poinformowała, że kontrolę nad lotniskiem przejęła Rosja. Było ono wykorzystywane przez wojska rosyjskie podczas inwazji Rosji na Ukrainę.